# Westerbecker Berg
Der Westerbecker Berg ist eine waldreiche Erhebung des Teutoburger Walds und bildet mit 236 m ü. NHN den Kulminationspunkt des Tecklenburger Lands, des Kreises Steinfurt und des Regierungsbezirks Münster in Nordrhein-Westfalen.

## Geographische Lage
Der Westerbecker Berg liegt im Natur- und Geopark TERRA.vita (früher Naturpark Nördlicher Teutoburger Wald-Wiehengebirge genannt) im Gemeindegebiet von Lienen nördlich der Bauerschaft Westerbeck. Süd- und südwestlich der Erhebung geht das Gelände in die flache Parklandschaft des Münsterlandes über, was eine besonders weite Sicht ermöglicht.

## Wissenswertes

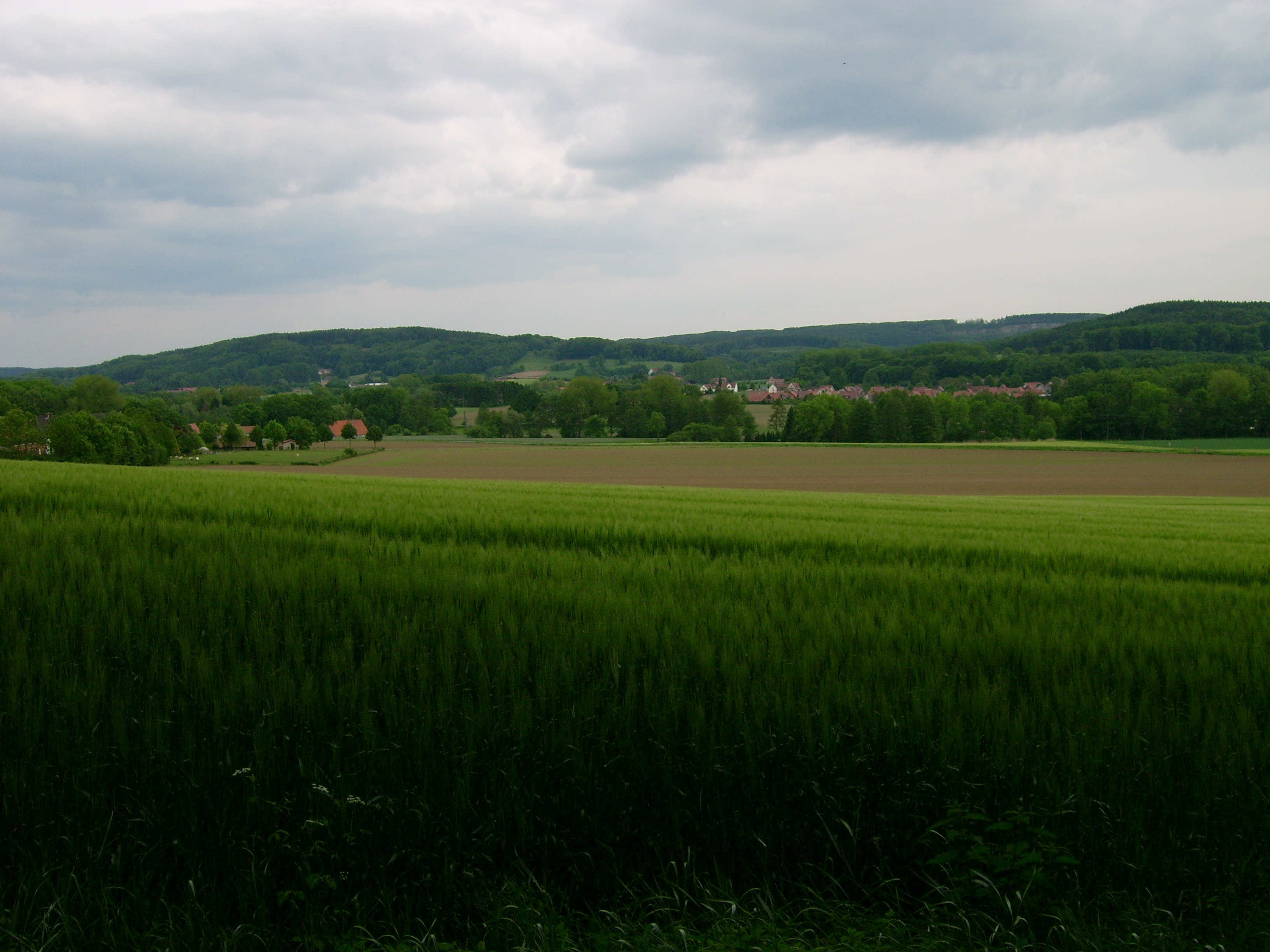
Nordansicht mit ehemaligem Kalksteinbruch

Über den Westerbecker Berg führt der Hermannsweg, auf dem in mehreren Tagesetappen über den Kamm des Teutoburger Waldes von Rheine zur Velmerstot in der Egge gewandert werden kann.
Steinbrüche an den Bergflanken erinnern an den regen Kalkstein-Abbau. So bestand eine Seilbahn zum Hüggel, der im Nordnordosten erkennenbar ist. Dort wurde Kalk mit der Hüggelbahn zur Georgsmarienhütte transportiert und als Zuschlagskalk verwendet.